# Le Plan
Le Plan település Franciaországban, Haute-Garonne megyében. Lakosainak száma 434 fő (2022. január 1.). Le Plan Fabas, Sainte-Croix-Volvestre, Montberaud, Saint-Christaud és Saint-Michel községekkel határos.

## Népesség
A település népességének változása:
| Lakosok száma | 281  | 290  | 300  | 392  | 476  | 459  | 447  | 442  | 439  | 434  |
|               | 1968 | 1982 | 1990 | 2006 | 2013 | 2015 | 2017 | 2019 | 2020 | 2022 |